# Kurt Hager
Kurt Hager (Bietigheim-Bissingen, 24 luglio 1912 – Berlino, 18 settembre 1998) è stato un politico e giornalista tedesco.

## Biografia
Militante comunista già dal 1929, con la salita al potere del nazismo fu arrestato e confinato in un campo di concentramento per alcuni mesi; una volta liberato lasciò la Germania per la Svizzera, e dopo una peregrinazione in diversi stati europei si stabilì in Gran Bretagna, rientrando in patria solo nel 1946.
Tra il 1948 e il 1949 fu vice-direttore del settimanale Vorwärts, e nel 1949 divenne docente di filosofia alla Università Humboldt di Berlino. Nel 1954 fu eletto nel comitato centrale del Partito Socialista Unificato di Germania, e dal 1963 al 1989 fu il responsabile della potente commissione ideologica del politburo, che sopraintendeva ad ogni aspetto dei settori culturali, didattici e artistici della Germania Est.
Si oppose tenacemente ad ogni disegno riformatore, e criticò la glasnost' di Mikhail Gorbacev con la celebre frase "Se il vicino ridipinge la casa nessuno è obbligato a ridipingere la propria". Con la riunificazione tedesca fu costretto alle dimissioni dal politburo e fu espulso dal partito. Negli ultimi anni di vita dovette affrontare un processo per le responsabilità in alcune uccisioni alla frontiera tra le due Germanie, ma l'aggravarsi delle condizioni di salute portarono alla sospensione del suo procedimento.